# Knut Mierswe
Knut Mierswe (* 1982 in Stade, Niedersachsen) ist ein deutscher Drehbuchautor.

## Leben und Karriere
Knut Mierswe wurde 1982 in Stade geboren. Er ist nach seinem Drehbuch-Studium an der Deutschen Film- und Fernsehakademie in Berlin als Autor tätig und schrieb unter anderem Drehbücher für Kurz- und Fernsehfilme sowie für Kinoproduktionen.

## Drehbücher
- Alle Türen offen (2008) – Kurzfilm
- Gegenüber von Trost (2009) – Fernsehfilm
- Franky Five Star (2023) – Kinofilm